# Tarascosaurus
Tarascosaurus é um gênero representado por uma única espécie de dinossauro terópode abelisaurídeo, Tarascosaurus salluvicus, que viveu no Cretáceo, há cerca de 83 e 71 milhões de anos, durante o Campaniano, na atual Europa. Estima-se que os Tarascosaurus mediam aproximadamente 3 metros de comprimento. Ele é conhecido por alguns fósseis fragmentados, entre os quais se encontram umas poucas vértebras caudais e dorsais, dentes e um fêmur (holótipo). Deve ser classificado como abelisaurídeo devido ao colo do fêmur direito e da estrutura cavernosa nas vértebras torácicas. Atualmente sua classificação como abelissaurídeo é constestada, e é levado como um táxon duvidoso.
A espécie foi nomeada e descrita em 1991 como Tarascosaurus salluvicus encontrada em Lambeau de Beausset, França. O nome do gênero vem de Tarasca, um dragão da mitologia da região da Provença, no sul França. A espécie foi denominada em honra dos Salluvianos, tribo gaulesa perto de Marselha.

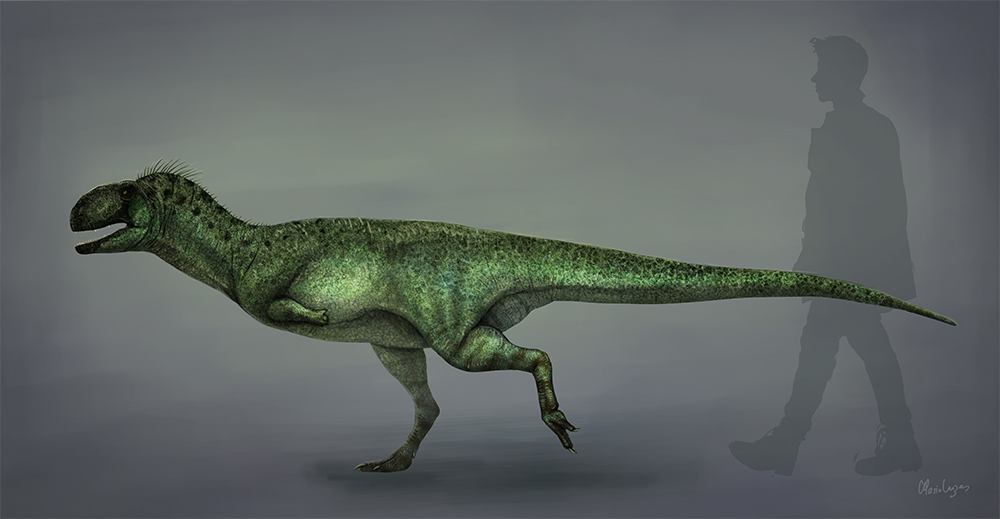
Reconstrução artística de Tarascosaurus por Mario Lanzas